# Purbeck (distrito)

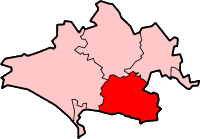
Purbeck en Dorset.

Purbeck es un distrito de gobierno local ubicado en Dorset (Inglaterra). Debe su nombre a la Isla de Purbeck, que en realidad es una península que ocupa una gran porción del distrito. Sin embargo, el distrito actual se extiende considerablemente hacia el norte y hacia el oeste de los límites tradicionales de la Isla de Purbeck demarcados por el río Frome. El Consejo del distrito tiene su sede en el pueblo de Wareham, que se encuentra al norte del río.
El distrito se formó bajo la Ley de Gobierno Local de 1972 el 1 de abril de 1974, fundiéndose en él el borough municipal de Wareham, el distrito urbano de Swanage y el distrito rural de Wareham y Purbeck.
Su nombre fue registrado en una forma más primitiva por primera vez en el año 948 en anglosajón como Purbicinga, que significa “de la gente de Purbic”. Purbic puede ser una antigua palabra celta o una forma modificada del supuesto vocablo anglosajón *pur, que quiere decir “cordero macho”.
Cubre un área de 404,40 km², y tiene una población de 45 200 habitantes, según estimaciones para el 2006.